# Geradfrüchtiges Hornköpfchen
Das Geradfrüchtige Hornköpfchen (Ceratocephala orthoceras) ist eine Pflanzenart aus der Gattung der Hornköpfchen (Ceratocephala) innerhalb der Familie der Hahnenfußgewächse (Ranunculaceae). Es ist auch bekannt als Gerad(e)schnabeliges, Geradhörniges, Gerades Hornköpfchen oder Geradhorn.

## Beschreibung

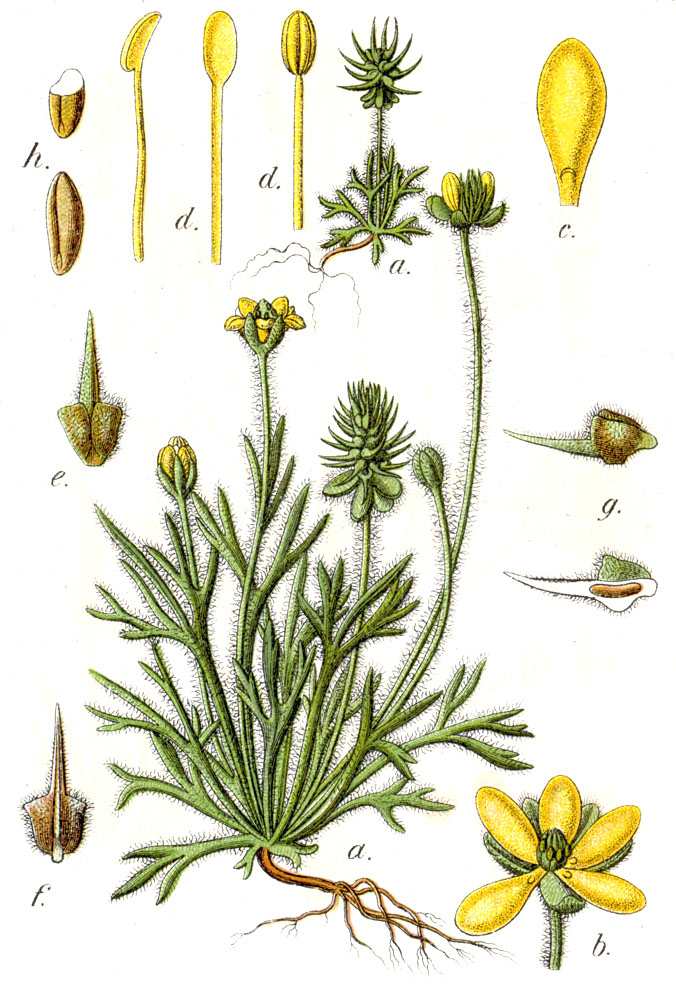
Illustration

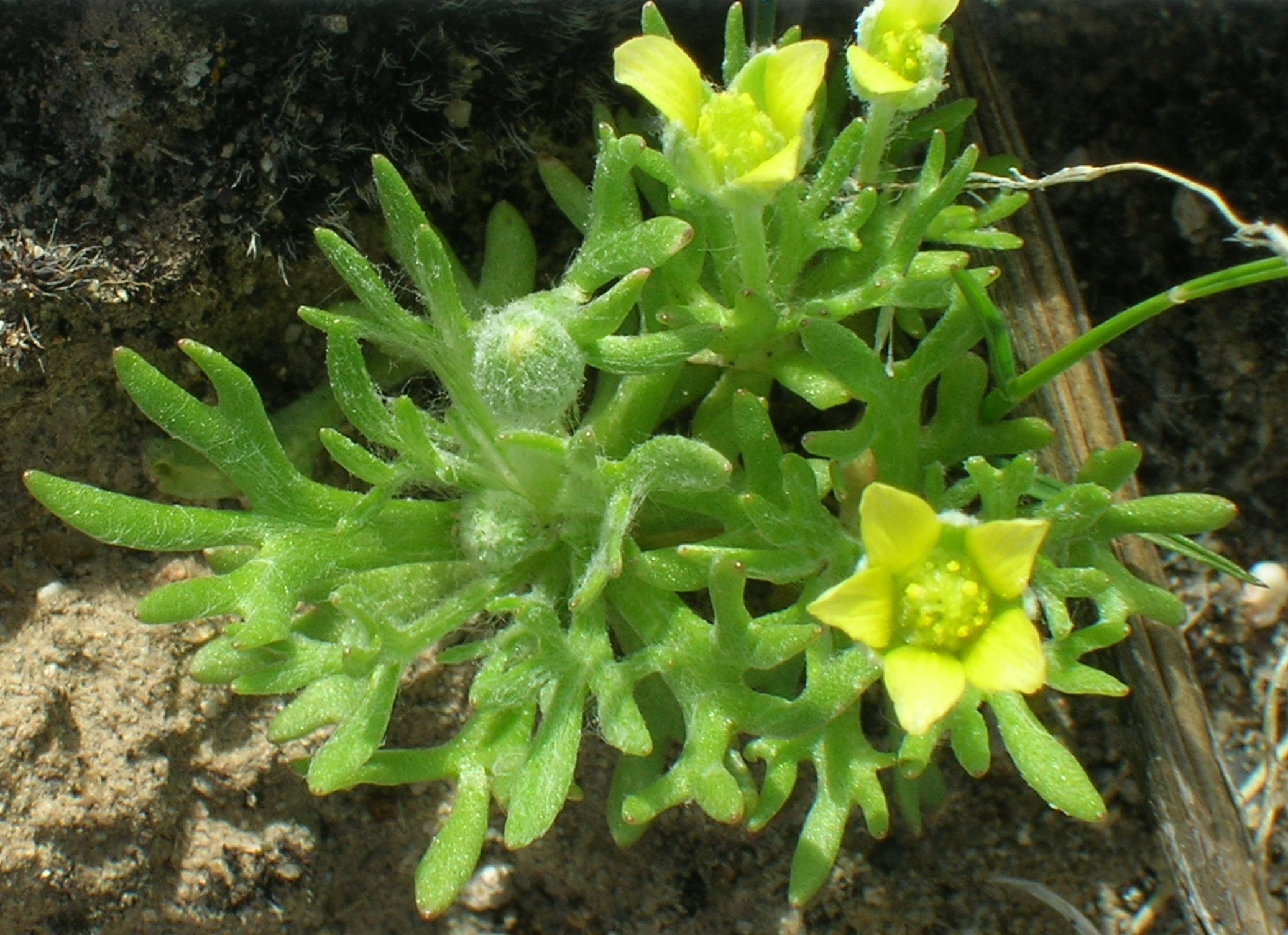
Habitus, Laubblätter und Blüten

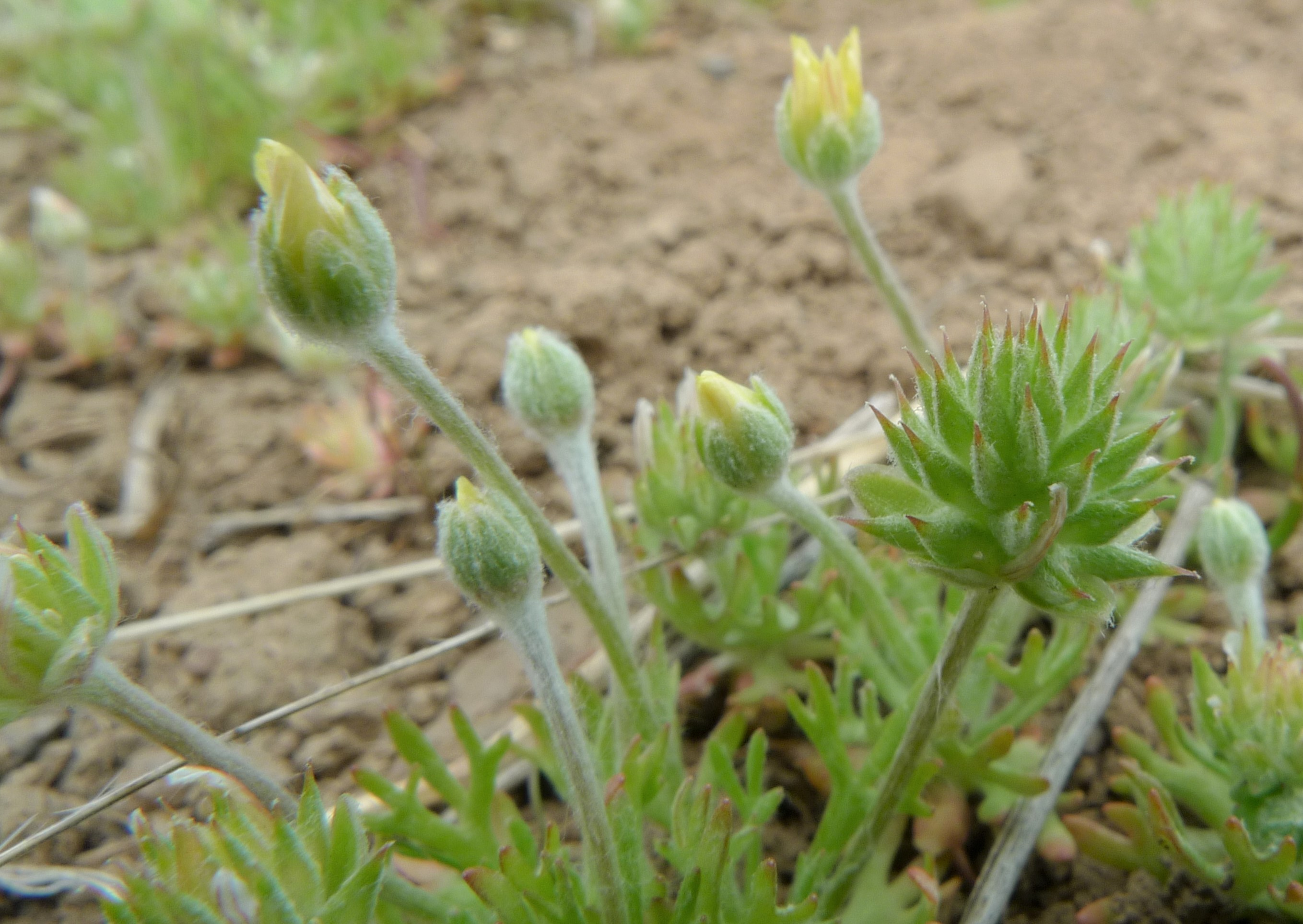
Rechts Fruchtstand

### Vegetative Merkmale
Das Geradfrüchtige Hornköpfchen ist eine einjährige, krautige Pflanze die Wuchshöhen von 3 bis 10 Zentimetern erreicht. Die grundständigen und sitzenden bis gestielten Laubblätter sind aus langem, stielförmigem Grund dreiteilig, mit ein- bis zweimal gegabelten oder ganzen länglichen Zipfeln und sehen hirschgeweihartig aus.
Die Blätter, der Stängel, außen der Kelch, der Fruchtknoten und die Früchte sind mehr oder weniger spinnwebig bis wollig behaart.

### Generative Merkmale
Die Blütezeit reicht von März bis Mai. Die Blüten erscheinen endständig und einzeln. Die zwittrige Blüte ist bei einem Durchmesser von 5 bis 10 Millimetern radiärsymmetrisch und fünfzählig mit doppelter Blütenhülle. Die fünf gelben Kronblätter mit einer Nektargrube mit Schuppe innen am Grund sind schmal-eiförmig. Es sind einige kurze Staubblätter und oberständige Stempel vorhanden.
Die Früchtchen, Achänen sind 5 bis 7 Millimeter lang und tragen auf jeder Seite zwei Höcker (leere Fächer). Die Höcker sind stumpf und nur durch eine schmale Furche getrennt und sich fast berührend. Der lange Fruchtschnabel ist schmal, schwertförmig, spitz und mehr oder weniger gerade. Die Früchte erscheinen zu mehreren in einer Sammelfrucht (einem stacheligen Köpfchen) mit beständigem Kelch.
Die Chromosomenzahl beträgt 2n = 28.

## Vorkommen
Das Geradfrüchtige Hornköpfchen kommt in Nordwestafrika und von Mittel- und Südwesteuropa bis Xinjiang vor. In Mitteleuropa kommt es in Österreich und in Tschechien vor. Es gedeiht an Ruderalstellen, auf Äckern und in Weinbergen. In Deutschland kommt es nur selten eingebürgert vor. Nach M. Nebel (1993) wurde es am Mönchberg und Rotenberg bei Stuttgart-Untertürkheim in Weinbergen seit 1984 beobachtet.
In den mittleren bis westlichen USA und im mittleren und südwestlichen Kanada ist es eingebürgert.

## Taxonomie
Die Erstbeschreibung von Ceratocephala orthoceras erfolgte 1817 durch Augustin-Pyrame de Candolle als in Syst. Nat. 1, S. 231 korrekt erstbeschrieben. Synonyme für  Ceratocephala orthoceras DC. sind: Ceratocephala falcata (L.) Cramer sensu Takhtajan; Ceratocephala testiculata (Crantz) Besser sensu Adler et al., sensu N. Andreev, M. Ančev, S. I. Kožuharov, M. Markova, D. Peev & A. Petrova, sensu Ciocîrlan, sensu Dobignard & Chatelain, sensu Fennane et al., sensu Gejdeman, sensu Grossgejm, sensu Güner, sensu Horváth et al., sensu Jonsell, sensu Karjagin, sensu Marhold & Hindák, sensu Mosyakin & Fedoronchuk, sensu Prokudin, sensu Sarić, sensu Takhtajan, sensu Tutin et al., sensu Tzvelev 2001; sensu Yena 2012; Ranunculus testiculatus Crantz sensu Fennane & Ibn Tattou 1998, sensu Greuter 1989 et al., sensu Hayek 1927.